# Archivio solido
In informatica, si intende per archivio solido (dall'inglese solid archive) un file generato con particolari metodi di archiviazione e compressione a partire da un insieme di altri file. L'insieme di questi metodi prende il nome di compressione solida.

## Principi tecnici
Nei sistemi operativi Unix, esiste una netta separazione tra i concetti di archiviazione e compressione dei dati. Con il primo termine ci si riferisce agli archivi contenenti un insieme di file e meta-informazioni ad essi relative. La compressione riguarda invece le tecniche che permettono di ridurre la dimensione degli archivi senza alterarne il contenuto. Spesso i due concetti vengono impiegati simultaneamente dando ad esempio vita ad archivi .tar.gz in cui l'archiviazione è affidata al software Tar e le compressione all'algoritmo Gzip.
Dalle modalità con cui vengono combinate le due fasi si ottengono archivi con caratteristiche differenti. In particolare se l'archiviazione mantiene distinti i singoli file si ottengono semplici archivi compressi come sono tipicamente i file Zip. Quando invece i singoli file vengono concatenati tra loro in modo da formare un unico blocco di dati si parla di archivi solidi (definibili anche come archivi progressivi).
Concettualmente è possibile generare archivi solidi sia concatenando prima i file originali e poi procedendo alla loro compressione, che comprimendo i file originali singolarmente e successivamente concatenando le rispettive versioni compresse. In pratica tuttavia si utilizza solo la prima tecnica.
Oltre ai già citati file Tar compressi, altri esempi di archivi solidi sono costituiti dai file nativi di 7-Zip (.7z) e WinRar (.rar) che possono essere associati sia ad una compressione normale che di tipo solido.

## Caratteristiche

### Vantaggi
Un archivio solido presenta normalmente un maggiore rapporto di compressione rispetto ad un analogo archivio sparso. I vantaggi sono più evidenti quando si comprimono file dello stesso tipo o quando gli archivi contengono un elevato numero di file tutti di piccole dimensioni.

### Svantaggi
A fronte di una maggiore efficienza di compressione, gli archivi solidi presentano due inconvenienti:
- Per estrarre un singolo file che si trova in una posizione mediana dell'archivio è necessario decomprimere prima tutti i file che lo precedono diminuendo l'efficienza della fase di estrazione.
- Se l'archivio per qualche ragione viene ad essere parzialmente danneggiato, tutti i file che seguono il punto danneggiato potrebbero non essere più recuperabili.